# Porta Collina

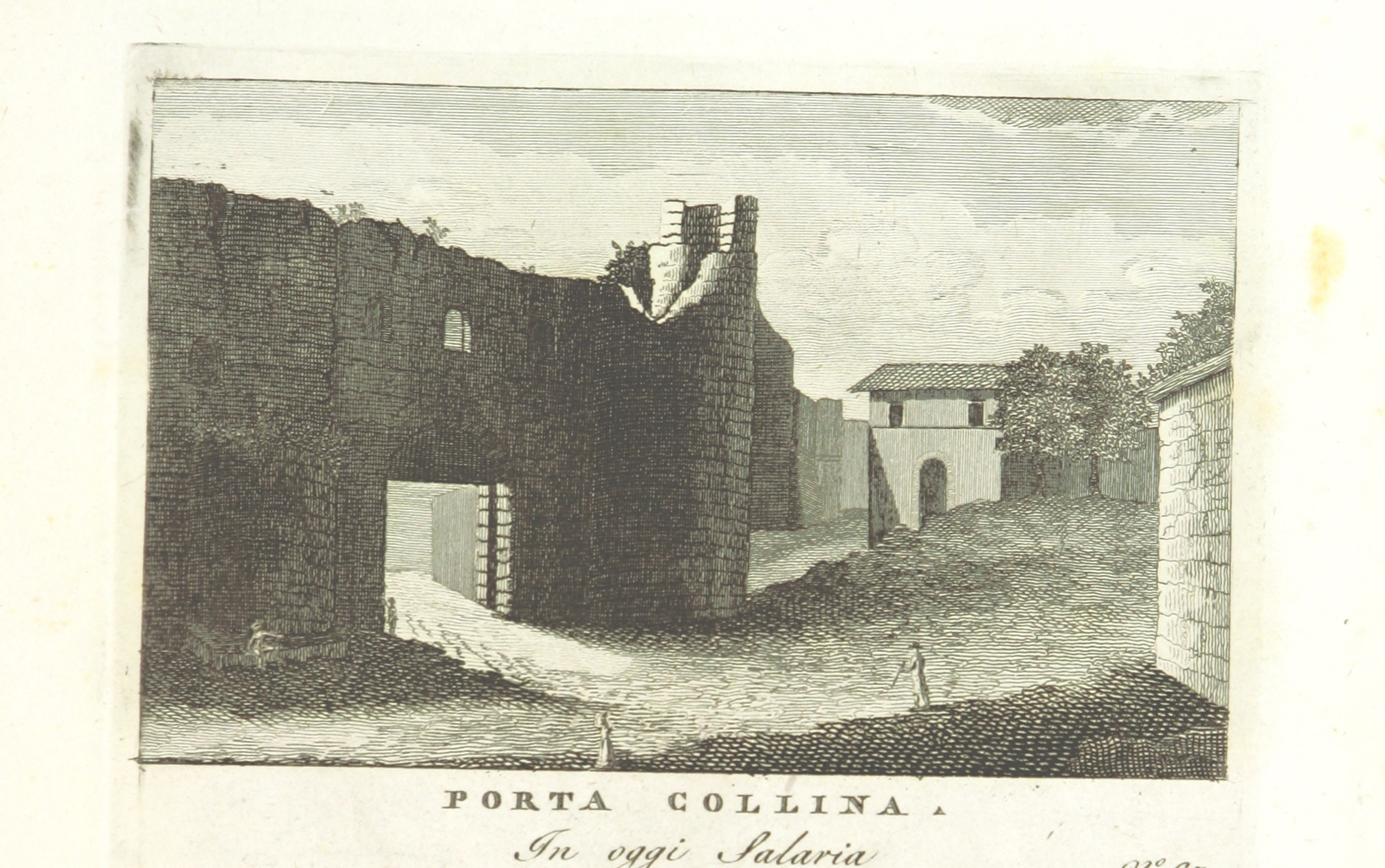
Porta Collina (rytina z roku 1820)

Porta Collina byla brána v antickém Římě na návrší Kvirinálu (Collis Quirinalis, odtud její název), nedaleko od dnešního nádraží Termini. Stála v severní části Serviovy hradby, vybudované pololegendárním římským králem Serviem Tulliem (578-535 př. Kr.). Z brány na sever vycházely dvě římské cesty – Via Nomentana a Via Salaria. Touto branou pronikli do Říma počátkem 4. stol. př. n. l. Gallové, až sem dojel roku 211 př. n. l. Hannibal. Poblíž Porta Collina stálo několik chrámů, například chrám Venuše nebo Fortuny. Asi 150 m severozápadně od této brány jsou Sallustovy zahrady, asi 300 m jižně stály Diokleciánovy lázně (v jejich zbytku stojí dnešní kostel Santa Maria degli Angeli e dei Martiri).
Plútarchos říká, že když měla být pro porušení svého slibu čistoty popravena vestina kněžka Vestalina, místo jejího pohřbu za živa se nacházelo poblíž brány Collina. Brána byla během občanských válek mezi Sullou a Cinnou v roce 82 př. Kr. dějištěm jedné z krvavých bitev.